# James Ivory
James Francis Ivory (ur. 7 czerwca 1928 w Berkeley) – amerykański reżyser, scenarzysta i producent filmowy.

## Życiorys
Studiował architekturę na University of Oregon oraz sztukę filmową na University of Southern California. Jego pierwsze filmy powstały w ramach ćwiczeń uczelnianych, następnie kręcił filmy dokumentalne.
W 1961 wspólnie z Ismailem Merchantem, swoim partnerem życiowym, założył grupę producencką Merchant Ivory Productions. Ich wieloletni związek, jak i samą współpracę przerwała dopiero śmierć Merchanta w 2005. Ważną rolę w twórczości Ivory’ego odegrała także Ruth Prawer Jhabvala, współautorka scenariuszy do wielu jego filmów.
Ivory jest ceniony za stylowe adaptacje arcydzieł literatury angielskiej. Pierwszy wielki sukces odniósł ekranizacją powieści E.M. Forstera Pokój z widokiem (1985), która zdobyła szereg rozmaitych nagród. Równie dobre wrażenie zrobiły dwa filmy z Emmą Thompson i Anthonym Hopkinsem w rolach głównych – Powrót do Howards End (1992, ponownie na podstawie powieści Forstera) i Okruchy dnia (1993, ekranizacja książki Kazuo Ishiguro). Ivory zrealizował także trzy filmy na podstawie prozy Henry’ego Jamesa.
Jego filmy były wielokrotnie nominowane do Oscara w różnych kategoriach. Sam Ivory zdobył Oscara za najlepszy scenariusz adaptowany do filmu Tamte dni, tamte noce (2017) Luki Guadagnino w wieku 89 lat. Stał się tym samym najstarszym laureatem Oscara w historii tych nagród.
Zasiadał w jury konkursu głównego na 50. MFF w Wenecji (1993).

## Reżyser
- Shakespeare Wallah (1965)
- Zwariowane party (The Wild Party 1975)
- Europejczycy (The Europeans 1979)
- Bostończycy (The Bostonians 1984)
- Pokój z widokiem (A Room with a View 1986)
- Maurycy (Maurice 1987)
- Pan i pani Bridge (Mr. and Mrs. Bridge 1990)

## filmowy
- Powrót do Howards End (Howards End 1991)
- Okruchy dnia (The Remains of the Day 1993)
- Jefferson w Paryżu (Jefferson in Paris 1995)
- Picasso – twórca i niszczyciel (Surviving Picasso 1996)
- Córka żołnierza nie płacze (Córka żołnierza nie płacze 1998)
- Złota (The Golden Bowl 2000)
- Rozwód po francusku (Le Divorce 2003)
- Biała hrabina (The White Countess 2005)

## Scenarzysta
- Maurycy (Maurice 1987)
- Córka żołnierza nie płacze (Córka żołnierza nie płacze 1998)
- Rozwód po francusku (Le Divorce 2003)
- Tamte dni, tamte noce (Call Me by Your Name, 2017)

## Nagrody i nominacje
| Rok  | Nagroda                                            | Kategoria                       | Za                    | Wynik     |
| ---- | -------------------------------------------------- | ------------------------------- | --------------------- | --------- |
| 1965 | Złoty Niedźwiedź                                   | Najlepszy film                  | Shakespeare-Wallah    | Nominacja |
| 1979 | Złota Palma                                        | Najlepszy film                  | Europejczycy          | Nominacja |
| 1981 | Złota Palma                                        | Najlepszy film                  | Kwartet               | Nominacja |
| 1983 | Złota Palma                                        | Najlepszy film                  | W upale i kurzu       | Nominacja |
| 1984 | Nagroda Brytyjskiej Akademii Filmowej              | Najlepsza reżyseria             | W upale i kurzu       | Nominacja |
| 1987 | Srebrny Lew                                        | Najlepszy reżyser               | Maurycy               | Wygrana   |
| 1987 | Złoty Lew                                          | Najlepszy film                  | Maurycy               | Nominacja |
| 1987 | Nagroda Brytyjskiej Akademii Filmowej              | Najlepszy film                  | Pokój z widokiem      | Wygrana   |
| 1987 | Nagroda Brytyjskiej Akademii Filmowej              | Najlepsza reżyseria             | Pokój z widokiem      | Nominacja |
| 1987 | Nagroda Akademii Filmowej                          | Najlepsza reżyseria             | Pokój z widokiem      | Nominacja |
| 1987 | Złoty Glob                                         | Najlepszy reżyser               | Pokój z widokiem      | Nominacja |
| 1990 | Nagroda im. Francesco Pasinettiego (MFF w Wenecji) | Najlepszy film                  | Pan i pani Bridge     | Wygrana   |
| 1990 | Złoty Lew                                          | Najlepszy film                  | Pan i pani Bridge     | Nominacja |
| 1992 | Złota Palma                                        | Najlepszy film                  | Powrót do Howards End | Nominacja |
| 1993 | Nagroda Brytyjskiej Akademii Filmowej              | Najlepszy film                  | Powrót do Howards End | Wygrana   |
| 1993 | Nagroda Brytyjskiej Akademii Filmowej              | Najlepsza reżyseria             | Powrót do Howards End | Nominacja |
| 1993 | Nagroda Akademii Filmowej                          | Najlepsza reżyseria             | Powrót do Howards End | Nominacja |
| 1993 | Złoty Glob                                         | Najlepszy reżyser               | Powrót do Howards End | Nominacja |
| 1994 | Nagroda Brytyjskiej Akademii Filmowej              | Najlepszy film                  | Okruchy dnia          | Nominacja |
| 1994 | Nagroda Brytyjskiej Akademii Filmowej              | Najlepsza reżyseria             | Okruchy dnia          | Nominacja |
| 1994 | Nagroda Akademii Filmowej                          | Najlepsza reżyseria             | Okruchy dnia          | Nominacja |
| 1994 | Złoty Glob                                         | Najlepszy reżyser               | Okruchy dnia          | Nominacja |
| 1995 | Złota Palma                                        | Najlepszy film                  | Jefferson w Paryżu    | Nominacja |
| 2018 | Nagroda Akademii Filmowej                          | Najlepszy scenariusz adaptowany | Tamte dni, tamte noce | Wygrana   |
| 2018 | Nagroda Brytyjskiej Akademii Filmowej              | Najlepszy scenariusz adaptowany | Tamte dni, tamte noce | Wygrana   |
| 2000 | Złota Palma                                        | Najlepszy film                  | Złota                 | Nominacja |
| 2003 | Nagroda Wella (MFF w Wenecji)                      | --                              | Rozwód po francusku   | Wygrana   |